# Sinan Erdem Dome
Sinan Erdem Dome é um ginásio multiúso situado na cidade de Istambul, Turquia. Tem capacidade para 15 500 espectadores de eventos desportivos e 22 500 de eventos musicais. Foi sede das partidas finais do Campeonato Mundial de Basquetebol de 2010.

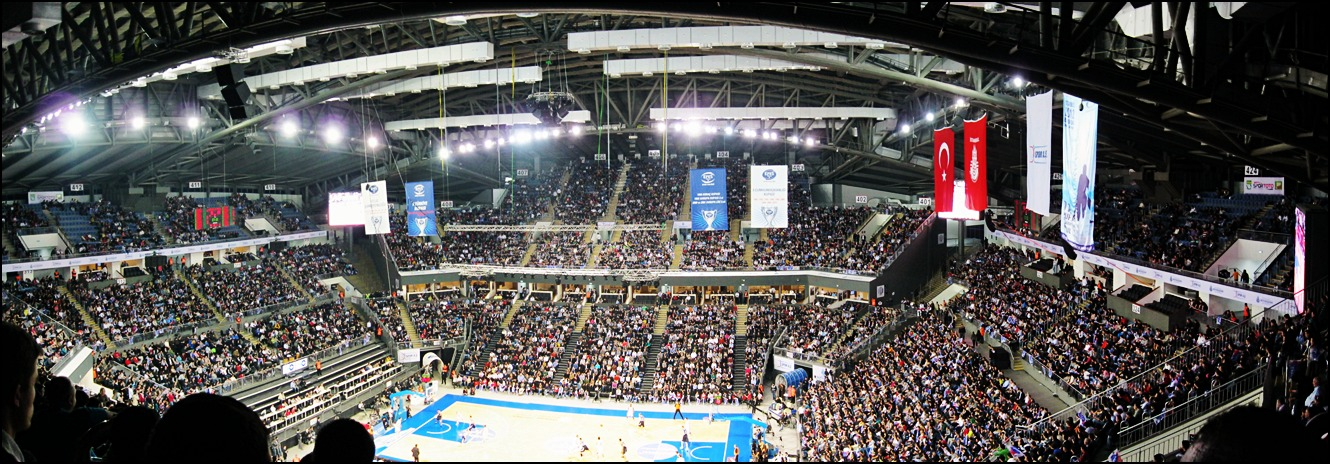
Um panorama do jogo Real Madrid vs Efes Pilsen, que foi disputado no Sinan Erdem Sports Hall 17 fevereiro de 2011.(Euroliga)<center\>